# Immaculata

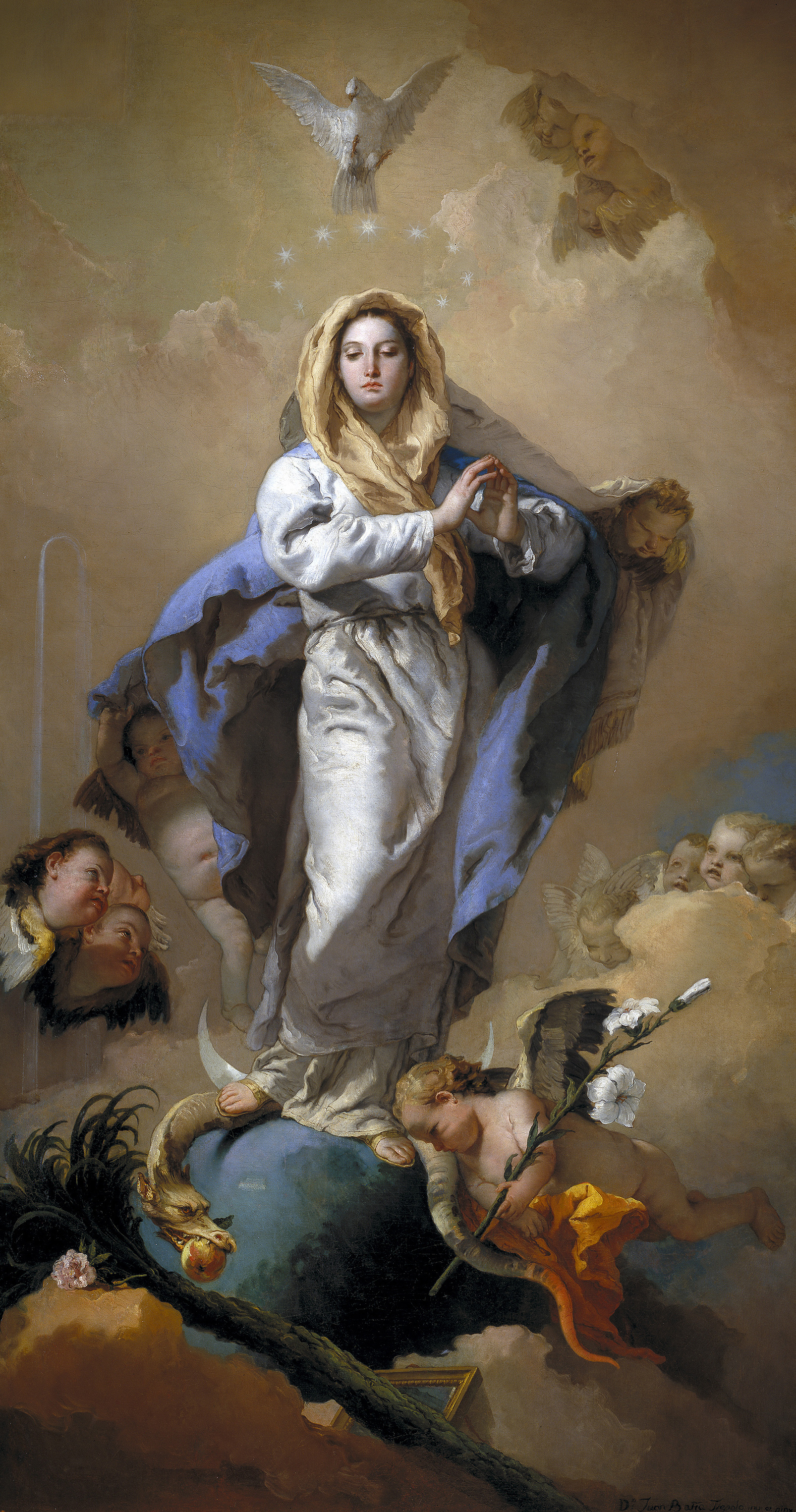
Immaculata od Tiepola s typickou barevností šatů a atributy: hvězdnou korunou, hadem, srpkem, zrcadlem, palmou a lilií

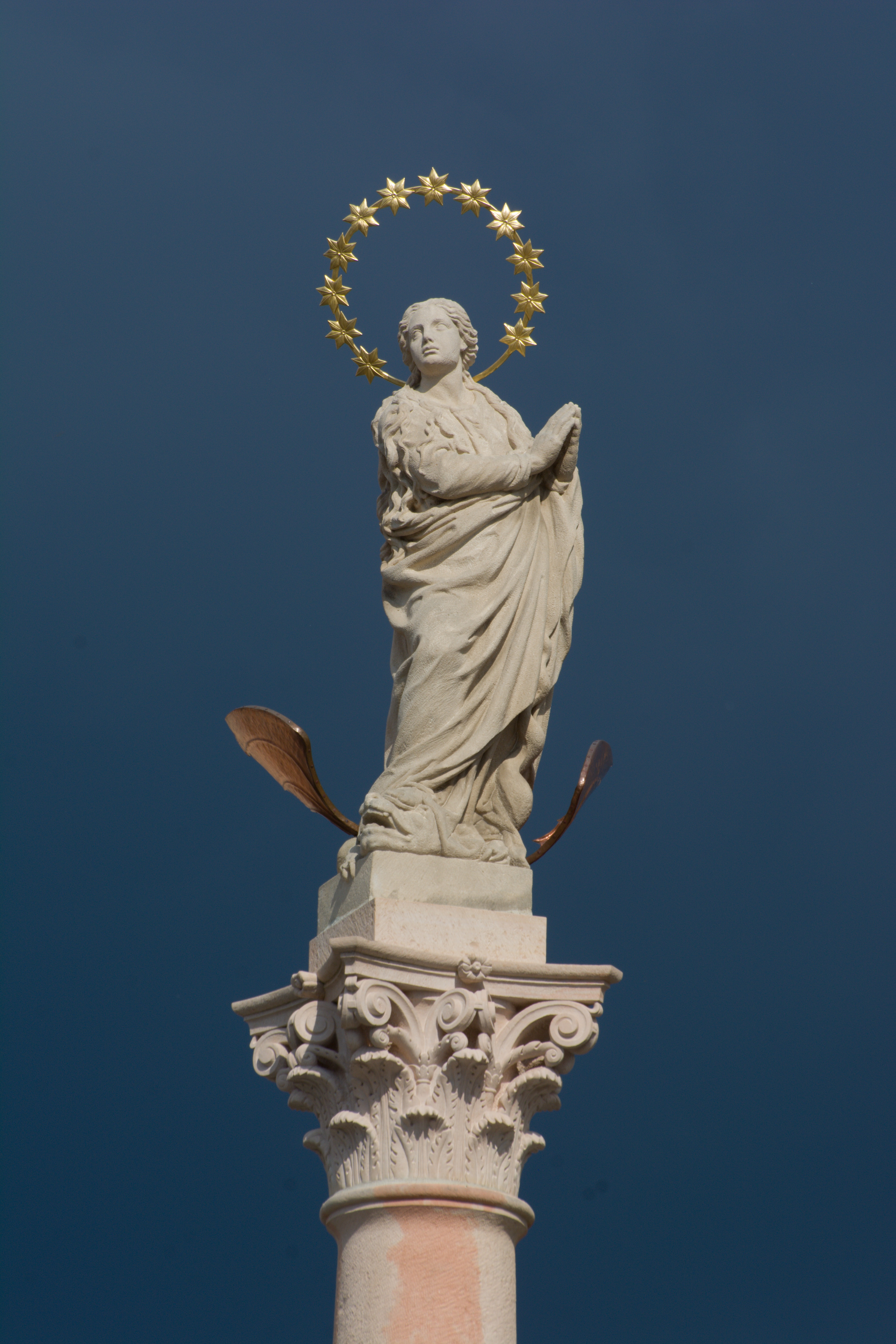
Immaculata na pražském mariánském sloupu

Immaculata nebo počeštěně Imakuláta, česky Neposkvrněná nebo bez poskvrny je přízvisko a typ zobrazení Panny Marie ve výtvarném umění. Je to zkrácený výraz immaculata conceptio, česky neposkvrněné početí, který odkazuje na dogma o Neposkvrněném početí Panny Marie v lůně její matky (dle apokryfů svaté Anny), netýká se tedy početí Ježíše Krista.
Náročné, abstraktní teologické téma zobrazení madony se častěji vyskytuje od 16. století. Původně se zobrazovala stojící či klečící před Bohem Otcem a s diskutujícími slavnými teology, řešícími otázku neposkvrněného početí. Panna Marie byla vnímána jako druhá Eva, na kterou se vyskytují ve výtvarném zobrazení narážky, zejména stojí na hadu (příp. drakovi), jehož hlavu má rozdrtit její símě – tedy symbolické předurčení Krista, který porazí Satana. Další atributy (opatřené latinskými texty) bývají čerpány z Písně písní, kde je Marie přirovnávána k Šulamítce. Např. flos campi (kvítek šaronský), turris David (věž Davidova), speculum sine macula (nezkalené zrcadlo), palma ad.
Barokní podobu Immaculaty ve španělském prostředí definoval Francisco Pacheco (1564–1644) ve svém Umění malby vydaném posmrtně v roce 1649. Představuje dle Apokalypsy ženu oděnou sluncem, s měsícem pod nohama a korunou dvanácti hvězd kolem hlavy. Pacheco určil, že má být zobrazena jako dvanácti až třináctiletá dívka, v bílém šatu a modrém plášti, ruce složené na prsou nebo sepnuté v modlitbě, se srpkem měsíce otočeným špičkami dolů a s františkánským provazem se třemi uzly kolem pasu. Tato podoba je v různých obměnách nejrozšířenější. Měsíc ale bývá často špičkami vzhůru (např. u Tiepola nebo Murilla). Někdy je Immaculata znázorněna na kouli symbolizující svět.

## Příklady
- Sousoší Panny Marie v Úhošťanech[5]
- Sloup se sochou Panny Marie v Mladkově
- Socha Neposkvrněné Panny Marie ve Vlachově Březí
- Sousoší Panny Marie Immaculaty v Martínkovicích
- Socha Immaculaty na pražském mariánském sloupu na Staroměstském náměstí
- Socha Immaculaty z roku 1727 od Josefa Dietricha v Nových Hodějovicích, přenesená sem z Českých Budějovic
- Morový sloup se sochou Panny Marie Immaculaty ve Frymburku

Svátek "Marie Immaculaty" si katolická církev připomíná 8. prosince. Známou nositelkou tohoto jména je jediná vítězka "Velké Pardubické" z roku 1937 Marie Immaculata Brandisová.